# Карл Фрідріх Брух
Карл Фрідріх Брух (нім. Carl Friedrich Bruch; 11 березня 1789 — 21 грудня 1857) — німецький орнітолог. Він був молодшим братом бріолога Філіпа Бруха (1781—1847).
Карл Брух народився в Цвайбрюккені. До 1855 року працював нотаріусом у Майнці. Він був автором численних статей у журналах Isis та Journal für Ornithologie. Брух був ініціатором заснування товариства Rheinische Naturforschende Gesellschaft (1834).
У 1828 році він запропонував систему триноміальної номенклатури видів, на відміну від біноміальної системи Карла Ліннея.
Нижче наведено список орнітологічних видів, описаних Брухом:
- Пелікан кучерявий (Pelecanus crispus), 1832
- Мартин намібійський (Chroicocephalus hartlaubii), 1853
- Мартин червононогий (Rissa brevirostris), 1853
- Мартин аденський (Ichthyaetus hemprichii), 1853.[3]